# Fortuna Sittard
Maillots
Actualités
Le Fortuna Sittard est un club néerlandais de football basé à Sittard-Geleen dans la province du Limbourg. Il évolue en Eredivisie depuis la saison 2018-2019.

## Histoire

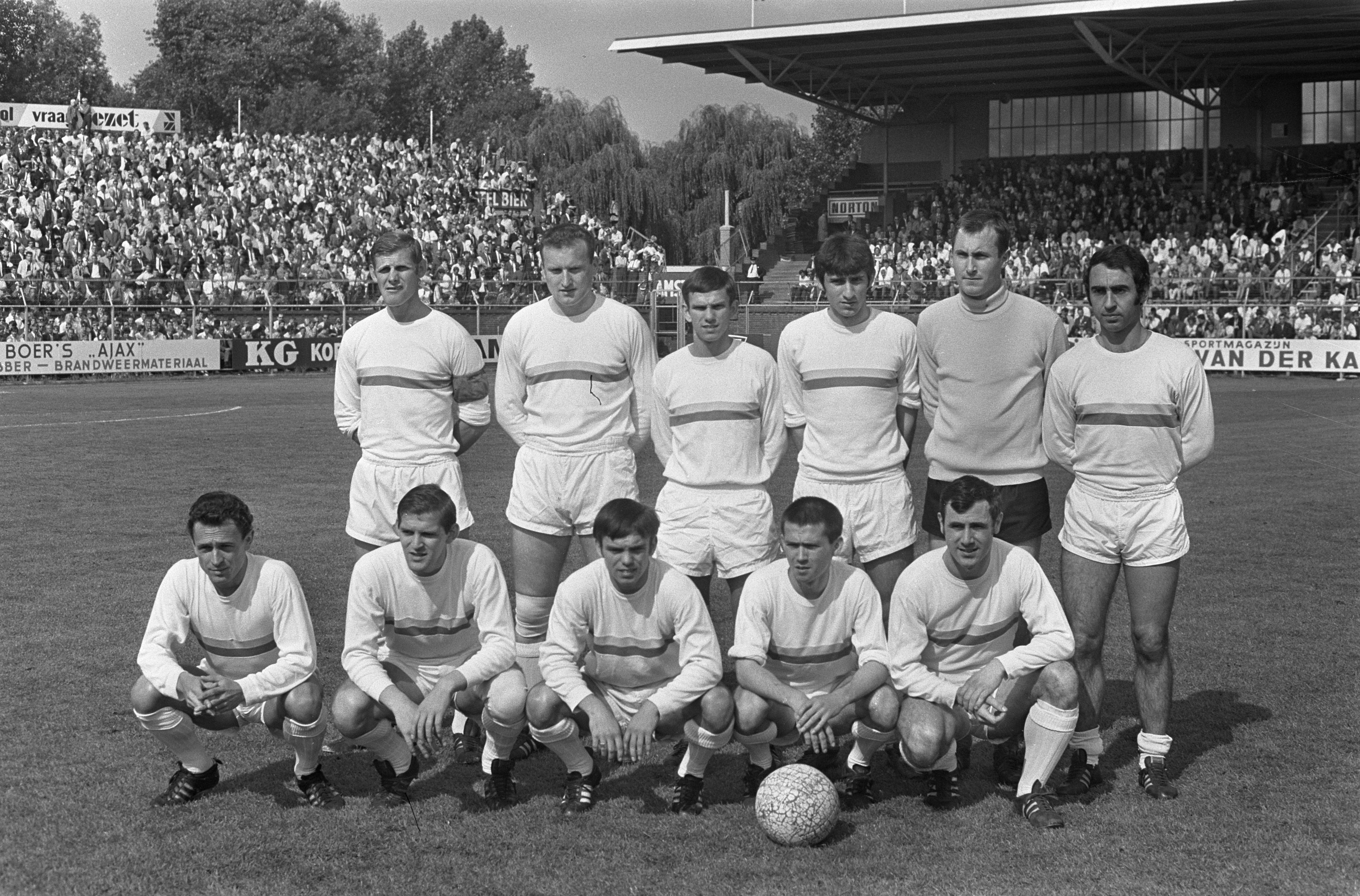
L'équipe du Fortuna SC le 8 septembre 1968 face à l'Ajax (défaite 2-0)

Le club est issu de la fusion de RKSV Sittardia (nl) (fondé en 1950) et du Fortuna '54 Geleen (fondé en 1954). Le Fortuna 54 avait auparavant remporté deux fois la Coupe des Pays-Bas en 1957 et en 1964.
En raison des difficultés financières les deux clubs fusionnent en 1968 en Fortuna-Sittardia Combinatie. En 1979, le club se renomme Fortuna Sittard.
Après la première montée en championnat des Pays-Bas en 1982, le club termine à la 8e place, la saison suivante il ne sera que 12e mais se qualifie pour la finale de Coupe des Pays-Bas 1983-1984 ne perdant que 1 à 0 contre le champion sortant Feyenoord Rotterdam. Le club se qualifie ainsi pour la Coupe d'Europe des vainqueurs de coupe 1984-1985 où il sera éliminé en quart de finale par Everton FC, le futur vainqueur de la compétition.
Le club se maintiendra vingt ans en Eredivisie, mis à part deux années en deuxième division (de 1993 à 1995). En 1999, le club joue la finale de la Coupe des Pays-Bas 1998-1999, perdue 0 à 2 contre l'Ajax Amsterdam. Lorsque l'entraineur, Bert van Marwijk quitte le club pour rejoindre le  Feyenoord à la fin de la saison 1999-2000, les résultats commencèrent à baisser. Le club se sauva de justesse en barrage de relégation la saison suivante, mais en 2002 avec 23 défaites, 8 nuls et 3 victoires le club est relégué en deuxième division.
Le club connu une crise financière, et seulement avec l'aide de ses supporters le club fut sauvé de la disparition. Le Bayern Munich vint également à l'aide du club en participant à un match amical en mai 2009, organisé par Mark van Bommel alors joueur au Fortuna SC.
Au début de la saison 2009-2010, Roda Kerkrade et Fortuna Sittard devaient fusionner pour former un grand club dans la région, le nouveau nom du club devrait être Sporting Limburg (nl). Les matchs de l'équipe première devaient se jouer à Kerkrade, le stade de Sittard devait être utilisé pour les équipes jeunes. Au cours de la discussion sur la nouvelle formation du Limburg, le MVV Maastricht et le VVV Venlo ont également été mentionnés comme d'autres partenaires de fusion. Celle-ci devait avoir lieu le 2 avril 2009. Après que le gouvernement provincial ait annulé les fonds déjà promis, il a été décidé lors d'une réunion le 9 avril 2009 de ne finalement pas procéder à cette fusion.
Sans la fusion et la manne financière de la région, Fortuna Sittard, ne pu se sortir des problèmes financiers. Le club sera durant neuf ans au fond du classement de deuxième division.
En 2016, Özgür Işıtan Gün, un homme d'affaires turc prend la présidence du club. Avec l'apport de joueurs turcs le club commence à voir le bout du tunnel. Malgré une saison 2016-2017 encore difficile, en  2017-2018 le club termine deuxième derrière la réserve de l'Ajax Amsterdam. Celle-ci ne pouvant être promue, c'est Fortuna Sittard qui gagne la promotion directe en Eredivisie.

## Stades
Au début Fortuna Sittard joue ses matchs à domicile au stade De Baandert, qui est à l'origine le stade du Sittardia. Il avait une capacité de 20 000 places, il sera démoli en 2000. Il sera remplacé par le stade de Fortuna Sittard ouvert en novembre 1999. Le nouveau stade a une capacité de 12 500 places assises et couvertes.

## Équipe féminine
En juin 2012, Fortuna Sittard créé une équipe de football féminin en reprenant l'équipe du RKTSV. Depuis la saison 2015-2016, cette équipe féminine ne joue plus comme Fortuna Sittard mais comme son prédécesseur Fortuna '54.
En janvier 2022, il a été annoncé que Fortuna recommencerait avec un département féminin. À partir de 2022-2023, elles jouent en Eredivisie féminine.

## Personnalités du club

### Effectif professionnel actuel
Le premier tableau liste l'effectif professionnel du Fortuna Sittard pour la saison 2025-2026. Le second recense les prêts effectués par le club lors de cette même saison.
En grisé, les sélections de joueurs internationaux chez les jeunes mais n'ayant jamais été appelés aux échelons supérieurs une fois l'âge-limite dépassé ou les joueurs ayant pris leur retraite internationale.